# Adesmus dignus
Adesmus dignus es una especie de escarabajo longicornio del género Adesmus, categorizada en la tribu Hemilophini, de la subfamilia Lamiinae. Fue descrita por Melzer en 1931.

## Descripción
Mide 10,6-12,5 mm de longitud.

## Distribución
Se distribuye por Brasil y Guayana Francesa.